# Non sei come me
Non sei come me è un singolo del cantautore e rapper italiano Achille Lauro, pubblicato il 24 novembre 2017 come secondo estratto dell'album Pour l'amour.

## Descrizione
Il singolo è il secondo volume della samba trap, corrente creata da Achille Lauro. 
(Achille Lauro su Radio 105)

## Video musicale
Il video musicale, pubblicato su YouTube il 12 dicembre 2017, è stato diretto da Andrea Labate.

## Tracce
1. Non sei come me – 3:05